# Rallye de Corte - Centre Corse
 (juin 2023).

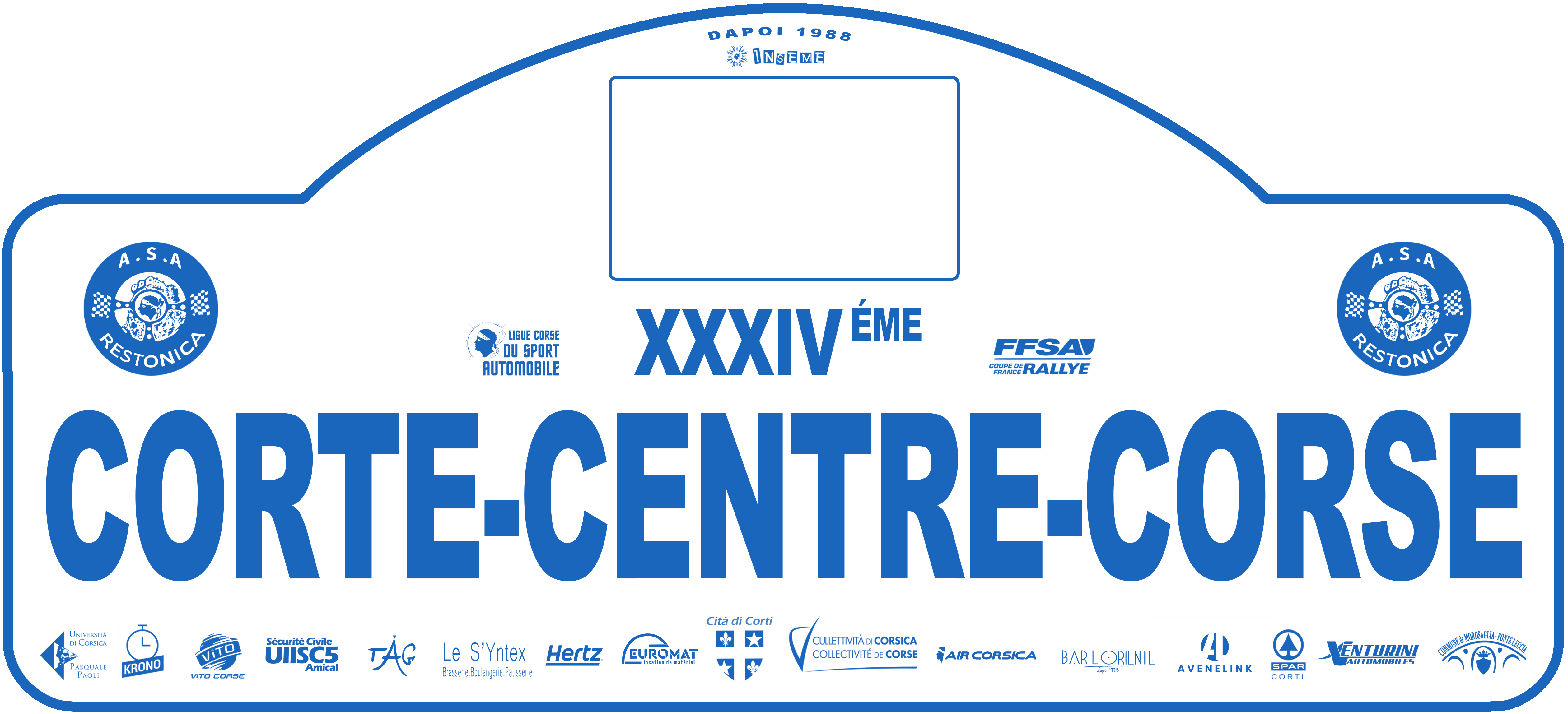
Plaque numérotée Rallye de Corte 2022

Le Rallye de Corte - Centre Corse est un rallye organisé en Corse, dans la région cortenaise, par l'ASA Restonica. Il compte pour le Championnat de Corse des Rallyes organisé par la Ligue Corse du Sport Automobile, ainsi que pour la Finale de la Coupe de France des Rallyes amateurs.
La première édition du rallye a eu lieu les 3 et 4 septembre 1988 et a été remportée par Jean-Pierre Manzagol et Jean-Louis Angelini sur Renault 5 TurboTDC.
Du 20 au 22 Septembre 2019, a eu lieu la première édition de la version Historique (Véhicule Historique de Compétition), qui a été remportée par Marc Valliccioni et Marie-Josée Cardi sur BMW M3.
L'édition 1999 de la version Moderne a été prématurément arrêtée. La sortie de route d'un pilote a fait 3 morts et 4 blessés.
L'édition 2020 des versions Moderne et Historique a été annulée a cause de la Pandémie de Covid-19.

## Palmarès du Rallye «Moderne»
| Palmarès | Palmarès                                                                                               | Palmarès                                                                                               | Palmarès                                                                                               |
| -------- | --- | --- | --- |
| Année    | Pilote                                                                                                 | Copilote                                                                                               | Voiture                                                                                                |
| 1988     | Jean-Pierre Manzagol                                                                                   | Jean-Louis Angelini                                                                                    | Renault 5 Turbo Tour de Corse                                                                          |
| 1989     | Jean-Pierre Manzagol                                                                                   | Jean-Louis Angelini                                                                                    | Renault 5 Turbo Tour de Corse                                                                          |
| 1990     | Pierre Moreau                                                                                          | Patrice Baron                                                                                          | Porsche 911 Carrera                                                                                    |
| 1991     | Guy Fiori                                                                                              | Mario Bastelica                                                                                        | BMW 325 i                                                                                              |
| 1992     | Marc Valliccioni                                                                                       | Christian Rochet                                                                                       | Renault 5 Turbo                                                                                        |
| 1993     | Pierre Pasqualini                                                                                      | Olivier Roth                                                                                           | BMW 323i                                                                                               |
| 1994     | Nicolas Latil                                                                                          | Patrice Pochon                                                                                         | Ford Escort RS Cosworth                                                                                |
| 1995     | Pierre Benazzi                                                                                         | Vincent Benazzi                                                                                        | BMW M3                                                                                                 |
| 1996     | Pierre Benazzi                                                                                         | Vincent Benazzi                                                                                        | BMW M3                                                                                                 |
| 1997     | Jean-Pierre Manzagol                                                                                   | Dominique Savignoni                                                                                    | Peugeot 306 Maxi                                                                                       |
| 1998     | Francis Mariani                                                                                        | Bruno Brissart                                                                                         | Subaru Impreza 555                                                                                     |
| 1999     | L'édition 1999 a été prématurément arrêté. La sortie de route d'un pilote a fait 3 morts et 4 blessés. | L'édition 1999 a été prématurément arrêté. La sortie de route d'un pilote a fait 3 morts et 4 blessés. | L'édition 1999 a été prématurément arrêté. La sortie de route d'un pilote a fait 3 morts et 4 blessés. |
| 2000     | Pierre Benazzi                                                                                         | Vincent Benazzi                                                                                        | BMW M3                                                                                                 |
| 2001     | Pascal Trojani                                                                                         | Olivier Verduri                                                                                        | BMW 320i E21                                                                                           |
| 2002     | Jean-Pierre Manzagol                                                                                   | Sabrina De Castelli                                                                                    | Peugeot 306 Maxi                                                                                       |
| 2003     | Jean-Marc Manzagol                                                                                     | Nathalie Orsucci                                                                                       | Peugeot 306 Maxi                                                                                       |
| 2004     | Jean-Marc Manzagol                                                                                     | Dominique Savignoni                                                                                    | Renault Mégane Maxi                                                                                    |
| 2005     | François Leandri                                                                                       | Gilbert Luigi                                                                                          | Subaru Impreza 555                                                                                     |
| 2006     | Jean-Marc Manzagol                                                                                     | Elodie Damiani                                                                                         | Renault Megane Maxi                                                                                    |
| 2007     | Jean-Marc Manzagol                                                                                     | Elodie Damiani                                                                                         | Renault Megane Maxi                                                                                    |
| 2008     | Pascal Trojani                                                                                         | Olivier Verduri                                                                                        | Peugeot 307 WRC                                                                                        |
| 2009     | Jean-François Succi                                                                                    | Olivier Vitrani                                                                                        | Renault Megane Maxi                                                                                    |
| 2010     | Jean-François Succi                                                                                    | Olivier Vitrani                                                                                        | Peugeot 206 S1600                                                                                      |
| 2011     | Jean-Toussaint Albertini                                                                               | Fabrice Gaglio                                                                                         | Peugeot 307 WRC                                                                                        |
| 2012     | Pascal Trojani                                                                                         | Jean-Noel Vesperini                                                                                    | Peugeot 307 WRC                                                                                        |
| 2013     | Dominique Nannucci                                                                                     | Laurent Goia                                                                                           | Renault Clio RS                                                                                        |
| 2014     | Paul Alerini                                                                                           | Yoann Raffaelli                                                                                        | Renault Clio S1600                                                                                     |
| 2015     | Jean-Matthieu Leandri                                                                                  | Anthony Gorguilo                                                                                       | Peugeot 208 T16                                                                                        |
| 2016     | Julien Maurin                                                                                          | Olivier Ural                                                                                           | Škoda Fabia R5                                                                                         |
| 2017     | François-Frédéric Navarra                                                                              | Mathieu Tyran                                                                                          | Ford Fiesta RS WRC                                                                                     |
| 2018     | Éric Camilli                                                                                           | François-Xavier Buresi                                                                                 | Ford Fiesta R5                                                                                         |
| 2019     | Jean-Matthieu Leandri                                                                                  | Jean-Noel Vesperini                                                                                    | Skoda Fabia R5                                                                                         |
| 2020     | Epreuve annulée a cause de la Pandémie de Covid-19.                                                    | Epreuve annulée a cause de la Pandémie de Covid-19.                                                    | Epreuve annulée a cause de la Pandémie de Covid-19.                                                    |
| 2021     | Jean-Matthieu Leandri                                                                                  | Jean-François Mancini                                                                                  | Volkswagen Polo R5                                                                                     |
| 2022     | Pierre Campana                                                                                         | Sabrina De Castelli                                                                                    | Škoda Fabia RS Rally2                                                                                  |
| 2023,    | Paul-André Mariani                                                                                     | Mathieu Tyran                                                                                          | Volkswagen Polo R5                                                                                     |
| 2024     | Arnaud Ribiere                                                                                         | Romain Buresi                                                                                          | Volkswagen Polo R5                                                                                     |

### Nombre de victoires par pilote
| Manzagol Jean-Pierre      | 4× |
| Manzagol Jean-Marc        | 4× |
| Benazzi Pierre            | 3× |
| Leandri Jean-Matthieu     | 3× |
| Trojani Pascal            | 3× |
| Succi Jean-François       | 2× |
| Albertini Jean-Toussaint  | 1× |
| Alerini Paul              | 1× |
| Camilli Eric              | 1× |
| Campana Pierre            | 1× |
| Fiori Guy                 | 1× |
| Latil Nicolas             | 1× |
| Leandri François          | 1× |
| Mariani Francis           | 1× |
| Mariani Paul-André        | 1x |
| Maurin Julien             | 1× |
| Moreau Pierre             | 1× |
| Nannucci Dominique        | 1× |
| Navarra François-Frédéric | 1× |
| Pasqualini Pierre         | 1× |
| Ribiere Arnaud            | 1x |
| Valliccioni Marc          | 1× |

Les pilotes qui détiennent le plus de victoires sur cette épreuve sont Jean-Pierre Manzagol et Jean-Marc Manzagol avec 4 victoires.

#### Nombre de victoires par copilote
| Benazzi Vincent        | 3× |
| Angelini Jean-Louis    | 2× |
| Damiani Elodie         | 2× |
| De Castelli Sabrina    | 2× |
| Savignoni Dominique    | 2× |
| Tyran Mathieu          | 2× |
| Verduri Olivier        | 2× |
| Vespérini Jean-Noël    | 2× |
| Vitrani Olivier        | 2× |
| Baron Patrice          | 1× |
| Bastelica Mario        | 1× |
| Brissart Bruno         | 1× |
| Buresi François-Xavier | 1× |
| Buresi Romain          | 1x |
| Gaglio Fabrice         | 1× |
| Goia Laurent           | 1× |
| Gorguilo Anthony       | 1× |
| Luigi Gilbert          | 1× |
| Mancini Jean-François  | 1× |
| Orsucci Nathalie       | 1× |
| Pochon Patrice         | 1× |
| Raffaelli Yoann        | 1× |
| Rochet Christian       | 1× |
| Roth Olivier           | 1× |
| Ural Olivier           | 1× |

Le copilote qui détient le plus de victoire sur cette épreuve est Vincent Benazzi avec 3 victoires.

## Palmarès du rallye VHC
| Palmarès | Palmarès                                           | Palmarès                                           | Palmarès                                           |
| -------- | -------------------------------------------------- | -------------------------------------------------- | -------------------------------------------------- |
| 2019     | Marc Valliccioni                                   | Marie-Josée Cardi                                  | BMW M3                                             |
| 2020     | Epreuve annulée a cause de la Pandémie de Covid-19 | Epreuve annulée a cause de la Pandémie de Covid-19 | Epreuve annulée a cause de la Pandémie de Covid-19 |
| 2021     | Marc Valliccioni                                   | Marie-Josée Cardi                                  | BMW M3                                             |
| 2022     | Jean-Laurent Foni                                  | Vanina Guitera                                     | BMW 325i E30                                       |
| 2023     | Christophe Casanova                                | Dominique Corvi                                    | BMW M3                                             |
| 2024     | Christophe Casanova                                | Dominique Corvi                                    | BMW M3                                             |

### Nombre de victoires par pilote
| Casanova Christophe | 2x |
| Valliccioni Marc    | 2× |
| Foni Jean-Laurent   | 1× |

Les pilotes qui détiennent le plus de victoires sur cette épreuve sont Marc Valliccioni et Christophe Casanova avec 2 victoires.

### Nombre de victoire par copilote
| Cardi Marie-Josée | 2× |
| Corvi Dominique   | 2x |
| Guitera Vanina    | 1× |

Les copilotes qui détiennent le plus de victoires sur cette épreuve sont Marie-Josée Cardi et Dominique Corvi avec 2 victoires.